# Jerry Lucas
Jerry Ray Lucas (Middletown, Ohio, 30 de març del 1940) és un basquetbolista estatunidenc retirat. En la seva etapa universitària, Lucas fou l'estrella de l'equip de la Universitat Estatal d'Ohio: conduí els Ohio State Buckeyes al campionat de l'NCAA del 1960 i a tres finals consecutives, a més de ser escollit dues vegades Jugador Més Destacat de la competició. Formà part de l'equip olímpic del 1960, que conquerí l'or. A l'NBA, Lucas va ser membre del primer equip All-NBA tres vegades, jugador de l'All-Star set vegades, del qual sortí escollit MVP el 1965, i guanyà el premi al Rookie de l'Any el 1964, entre d'altres distincions. El 1980 s'incorporà al Basketball Hall of Fame i el 1996 fou escollit com un dels 50 millors jugadors de la història de l'NBA.
Lucas alternà entre dues posicions al llarg de la seva carrera: pivot i aler pivot. Després d'exhibir-se majoritàriament com a pivot en el bàsquet universitari, Lucas passà a ser aler pivot en la seva primera temporada professional als Cincinnati Royals, la qual cosa li dugué un cert temps d'adaptació. Als Royals, Lucas trencà diversos rècords com a aler pivot titular, servint ocasionalment com a pivot suplent en les set temporades que hi romangué. Posteriorment, Lucas jugà als San Francisco Warriors durant dues temporades i finalment als New York Knicks durant tres temporades, on aconseguí el seu primer i únic títol d'NBA el 1973.